# آني هووبر
آني هووبر (بالإنجليزية: Annie Hooper)‏ هي نحّاتة أمريكية، ولدت في 26 فبراير 1897، وتوفيت في 11 يناير 1986.